# Laguna (Santa Catarina)
Laguna is een gemeente in de Braziliaanse deelstaat Santa Catarina. De gemeente telt 51.691 inwoners (schatting 2009).

## Aangrenzende gemeenten
De gemeente grenst aan Capivari de Baixo, Imaruí, Imbituba, Jaguaruna, Pescaria Brava en Tubarão.

## Verkeer en vervoer
De plaats ligt aan de noord-zuidlopende weg BR-101 tussen Touros en São José do Norte.

## Geboren
- Anita Garibaldi (1821-1849), revolutionair